# Johnny Guitar (dal)
A dalt a Johnny Guitar című film számára írták. Néhány évvel később szöveg nélkül, a The Spotnicks együttes előadásában lett belőle világsiker. (ISWC kódja T-071.184.496-0)

## Alkotók
- zene: Victor Young
- szöveg: Peggy Lee

## Előadók

### Eredeti előadók
- Peggy Lee,  ének (Decca, 45-ös kislemez)

The Fabulous Peggy Lee Decca (4461), 1964 (nagylemez)
Lee (eredeti nevén: Norma Dolores Egstrom, 1920-2002) énekhangjára Benny Goodman figyelt fel 1941-ben. 1990-ig nagyon sok dalt írt és énekelt. 1998-ban szélütés (stroke) következtében kerekesszékbe kényszerült.
- The Spotnicks(wd), zenekari előadás, adatai:

Karusell KFF 464 (kislemez)
Hava Nagila ver 1A, insp/rec 62
Johnny Guitar ver 1, insp/rec 62
(A ver 1 azt jelzi, hogy a zenekar több, mint öt változatban elkészítette a felvételt)
Polydor 52 300 Single 1964
A Spotnicks tagjai: Bo Winberg (gitár), Bo Starander (ritmusgitár), Björn Thelin (basszusgitár), Ove Johansson (dob).
A legkorszerűbb hangszedők lehetővé tették a pengetett hangok élénk visszaadását, az elektronika a visszhang és a kitartott hangok harmóniáját. Mindezektől zsong a hangfelvétel. A felvétel az eredetitől eltérő: bár a bevezető megtartja a lassú tempót, utána csaknem kétszeres tempóra vált; ennek ellenére megmarad a dal eredeti romantikus hangzása.

### További feldolgozások
- Gigliola Cinquetti (olaszul)
- The Shadows (zenekari)
- Eric Clapton
- Mina
- Los Índios Tabajaras
- Cheonan Korea (trombita)
- Giuni Russo
- Rosemary Standley
- Illés-együttes 1965 Johnny Guitar (és Üzenet Eddynek) SP 260

## Dalszöveg
A dalt nem fordították le magyarra. Nyersfordítása:
Játssz újra a gitáron.
Hideg vagy hozzám, de tudom: forró belül
Mindig is bolondultam érted
Az egyetlenért,
Akit mindenki úgy hív: Johnny Guitar
Játssz újra!
Mész, vagy maradsz, –
Gyöngéd, vagy kegyetlen vagy hozzám, –
Nincs férfi, hozzá fogható –
Ő az egyetlen,
Akit mindenki úgy hív:
a Johnny Guitar
(zenekari intermezzó: gitár és vonósok)
Játssz újra, Johnny Guitar!